# Heerde
Heerde (anhörenⓘ) ist eine Gemeinde der niederländischen Provinz Gelderland am Nordostrand der Veluwe.

## Orte
Zur Gemeinde gehören die Dörfer:
- Heerde (11.955 Einwohner; Sitz der Gemeindeverwaltung)
- Wapenveld (6.405 Einwohner; 4 km nördlich von Heerde)
- Veessen (670 Einw.; 5 km östlich von Heerde, am Deich der IJssel)
- Vorchten (185 Einw.; 3 km. N. von Veessen; Fähre nach Wijhe)

## Lage und Wirtschaft
Heerde liegt am Rijksweg 50, etwa 25 km nördlich von Apeldoorn und 15 km südlich von Zwolle, wo sich der nächstgelegene Bahnhof befindet. Es gibt aber gute Busverbindungen zu Apeldoorn und Zwolle.
Heerde und Wapenveld liegen an einem Kanal, der im 19. Jahrhundert gegraben wurde. Die Schifffahrtverbindung (die um 1960 eingestellt wurde) leitete zur Ansiedlung einiger Fabriken. Die wichtigsten davon, die jetzt noch bestehen, erzeugen Farben, Papier, Zwieback und ökologische, umweltfreundliche Waschmittel.
Die Gemeinde liegt inmitten der Waldgebiete der Veluwe und zieht deshalb viele Touristen an.

## Geschichte
Alle Orte der Gemeinde entwickelten sich seit etwa dem 12. Jahrhundert zu Bauerndörfern. Zwischen 1407 und 1578 gab es ein Brüderhaus Hulsbergen, ein kleines Kloster. Dessen Mönche taten viel um das sumpfige Land zwischen der Veluwe und der IJssel urbar zu machen. Wegen der Anwesenheit klaren Bachwassers entstanden schon vor 1850 Papiermühlen. Durch Heerde und Wapenveld verlief bis 1950 eine Eisenbahn (Apeldoorn - Zwolle).

## Sehenswürdigkeiten
- Die Wälder westlich von Heerde und Wapenveld
- Der Landsitz De Koerberg, mit Galerie (Skulpturen von vor allem bulgarischen Künstlern)
- Die kleinen Landsitze Bonenburg und Vosbergen, bei Heerde
- Die alten Dorfkirchen von Heerde, Veessen und Vorchten
- Veessen hat an der IJssel einen Jachthafen mit Campingplatz
- Das Puppenspielmuseum in Vorchten (nur nach Verabredung, vorher anrufen)
- Die von 1777 datierende Windmühle von Veessen

## Bilder

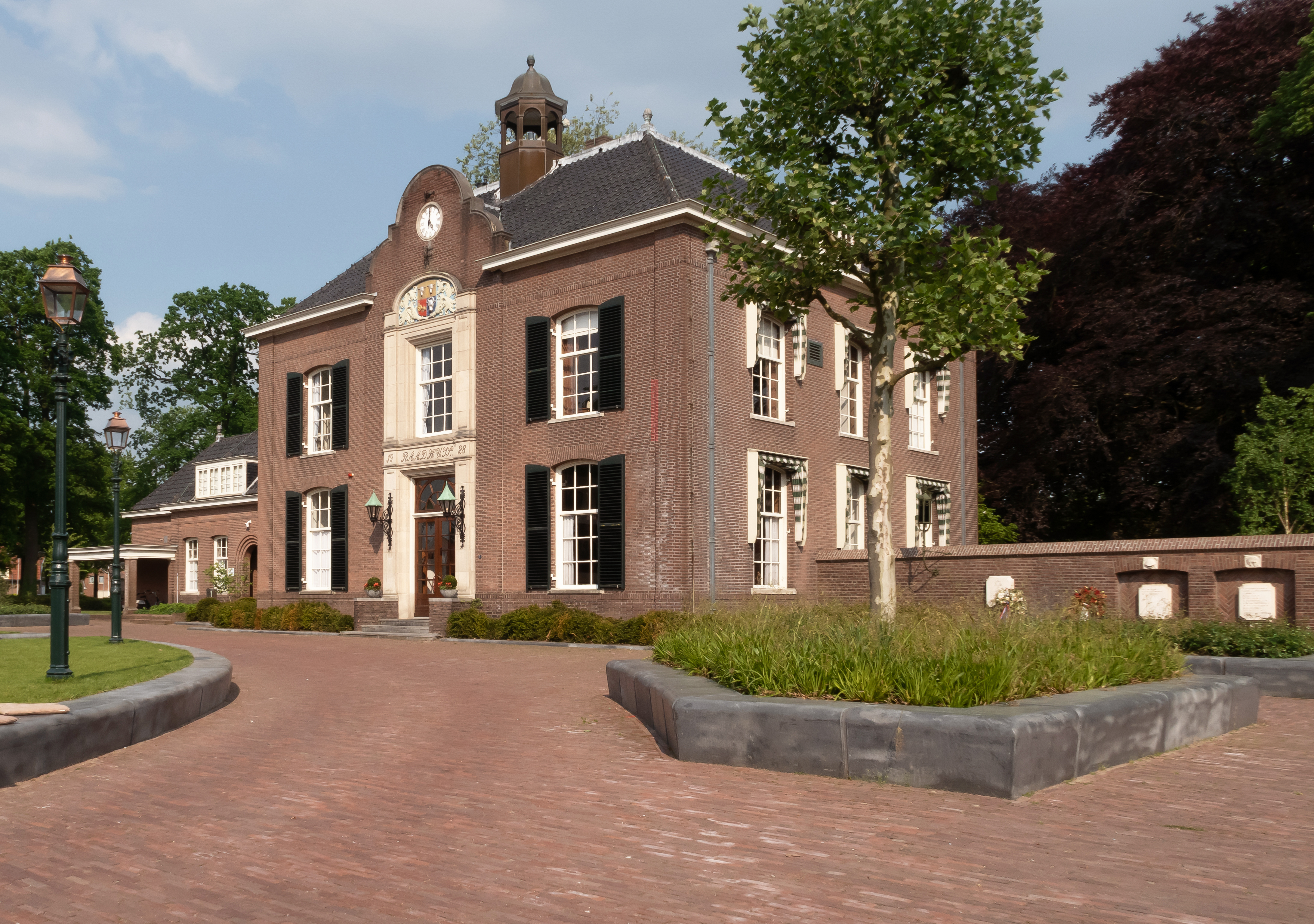
Heerde, Rathaus
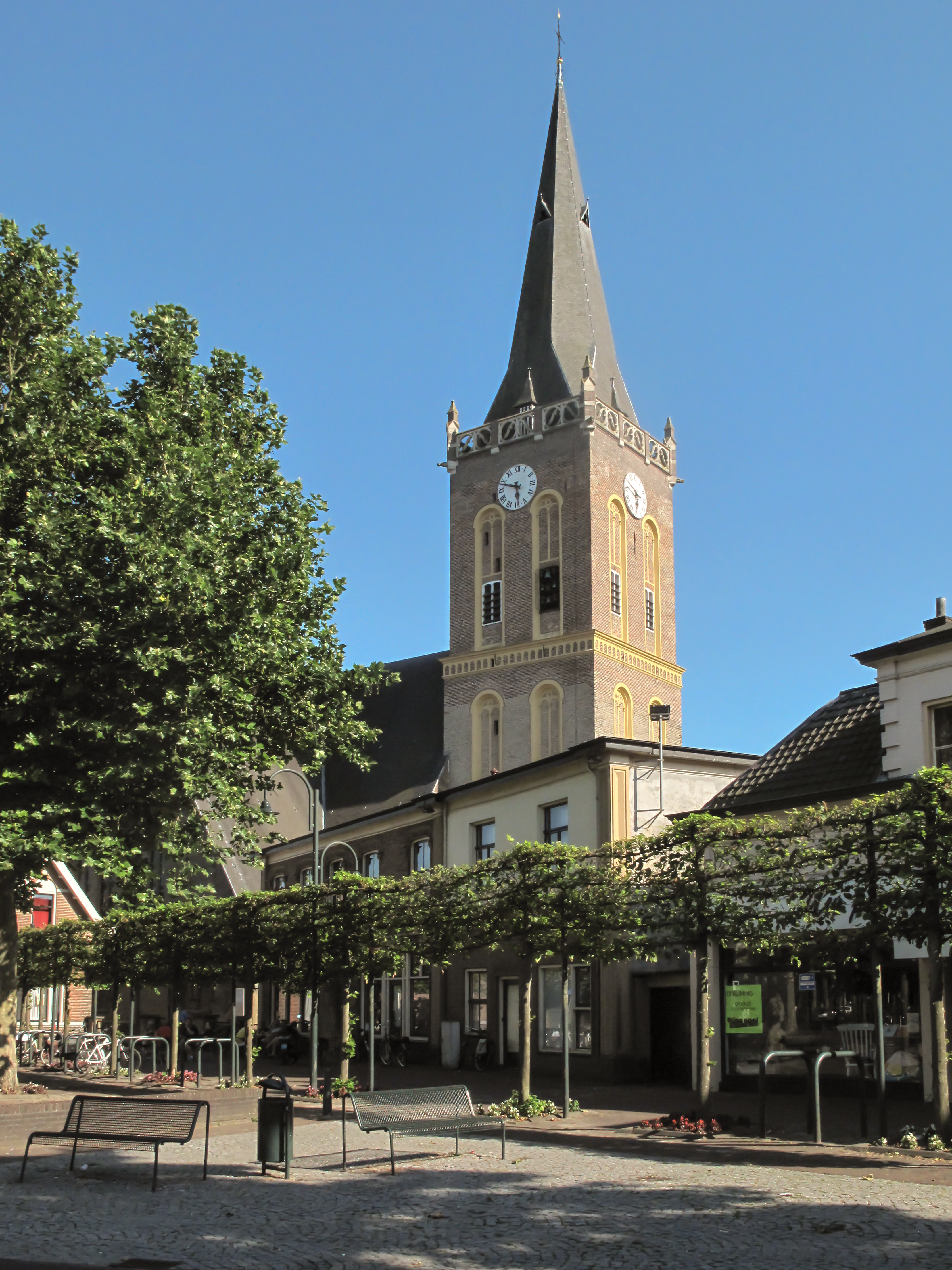
Heerde, Kirche (de Johanneskerk)
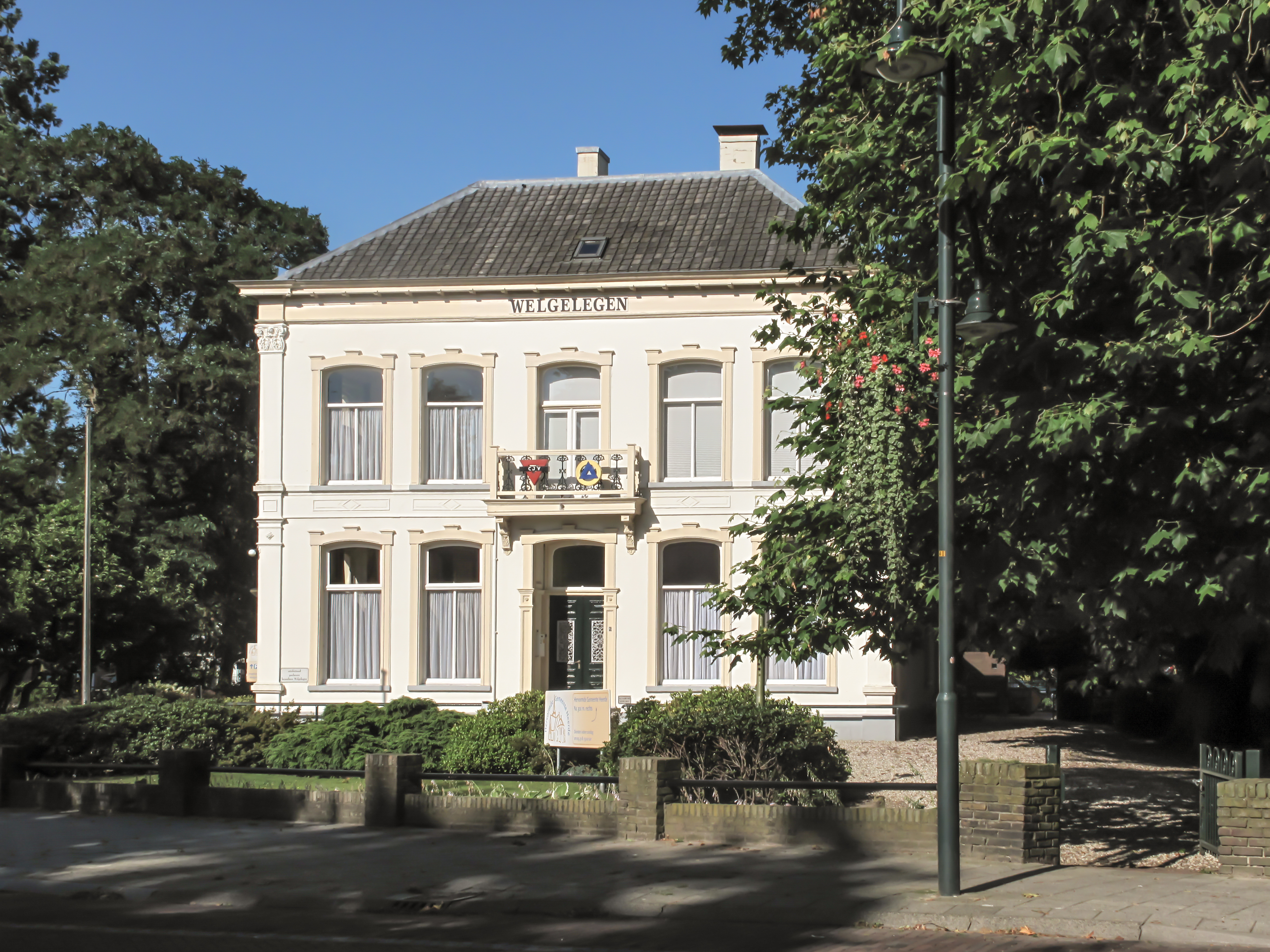
Heerde, Landhaus: Welgelegen
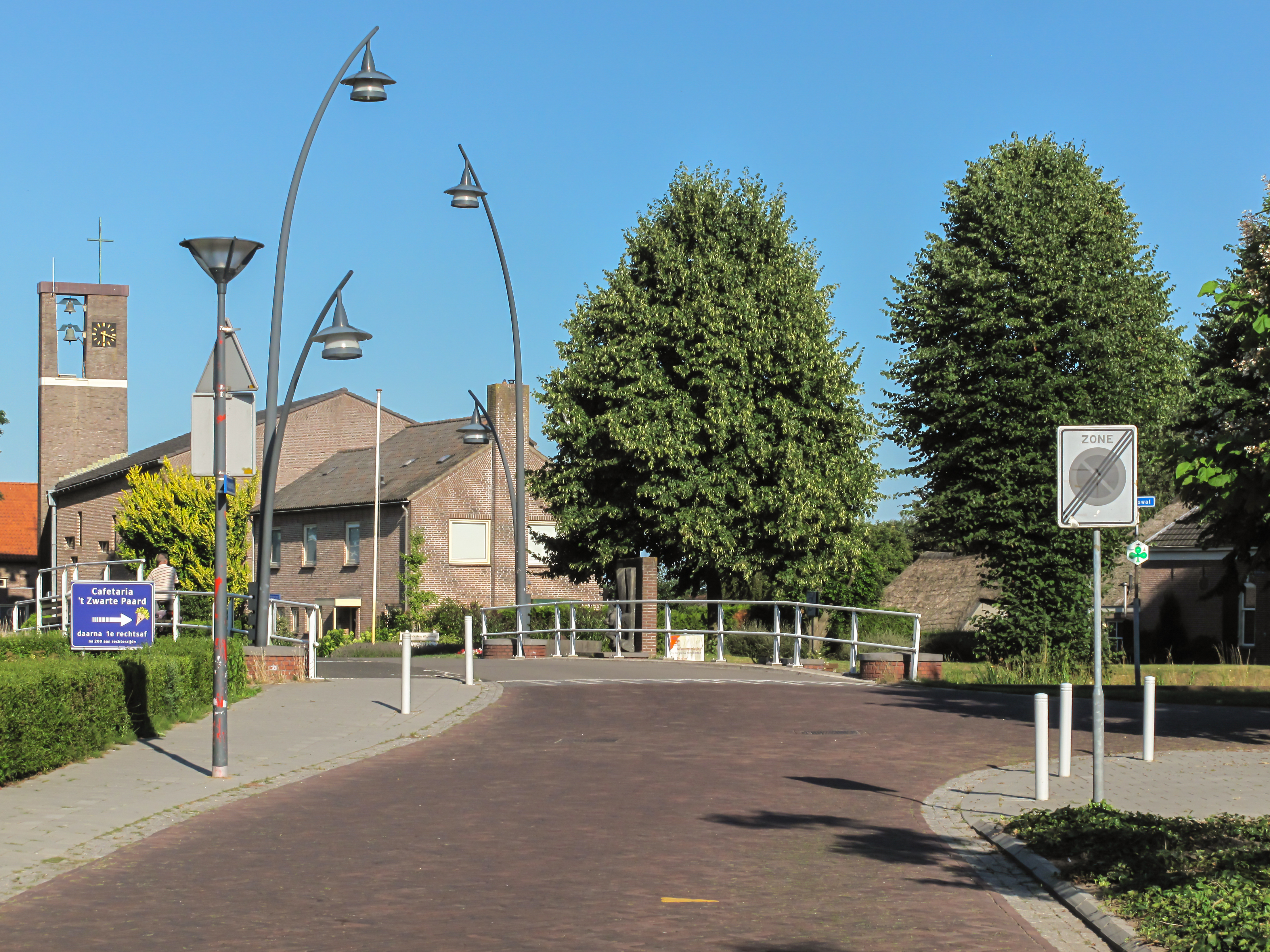
Wapenveld, Straße: de Kerkstraat
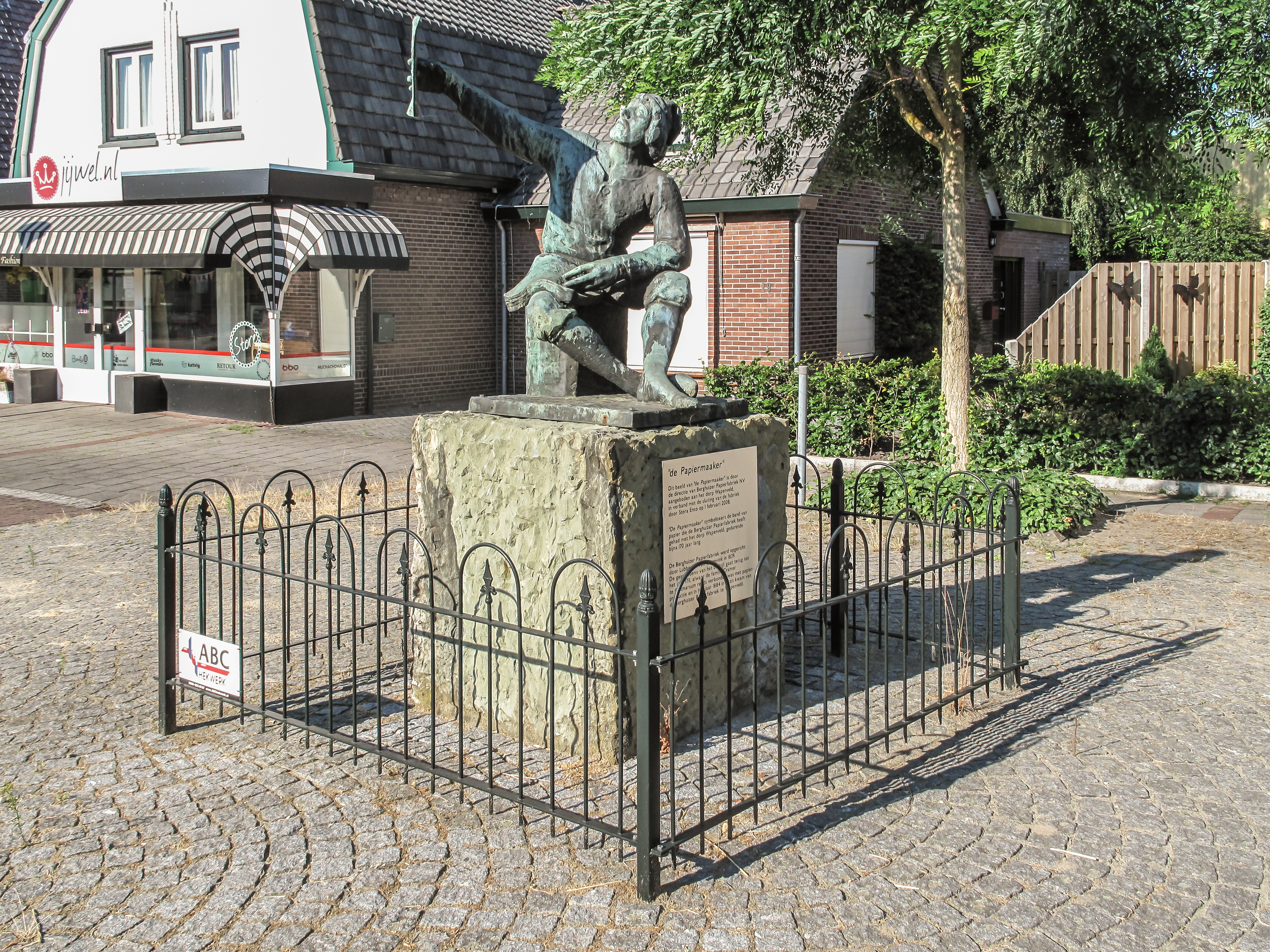
Wapenveld, Skulptur: de Papiermaker van Berghuizer Papierfabriek
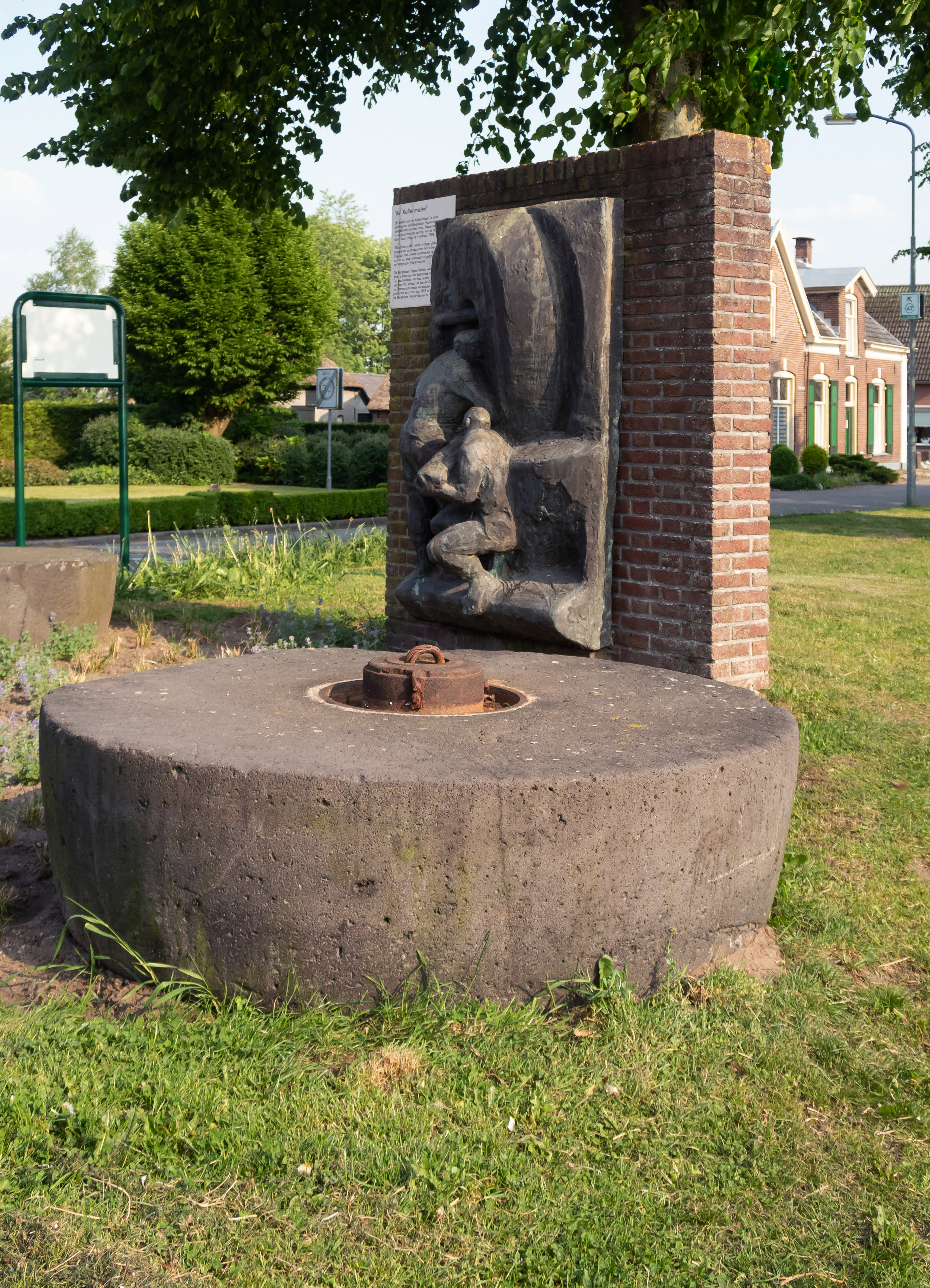
Wapenveld, Skulptur: het beeld van de Kollermolen
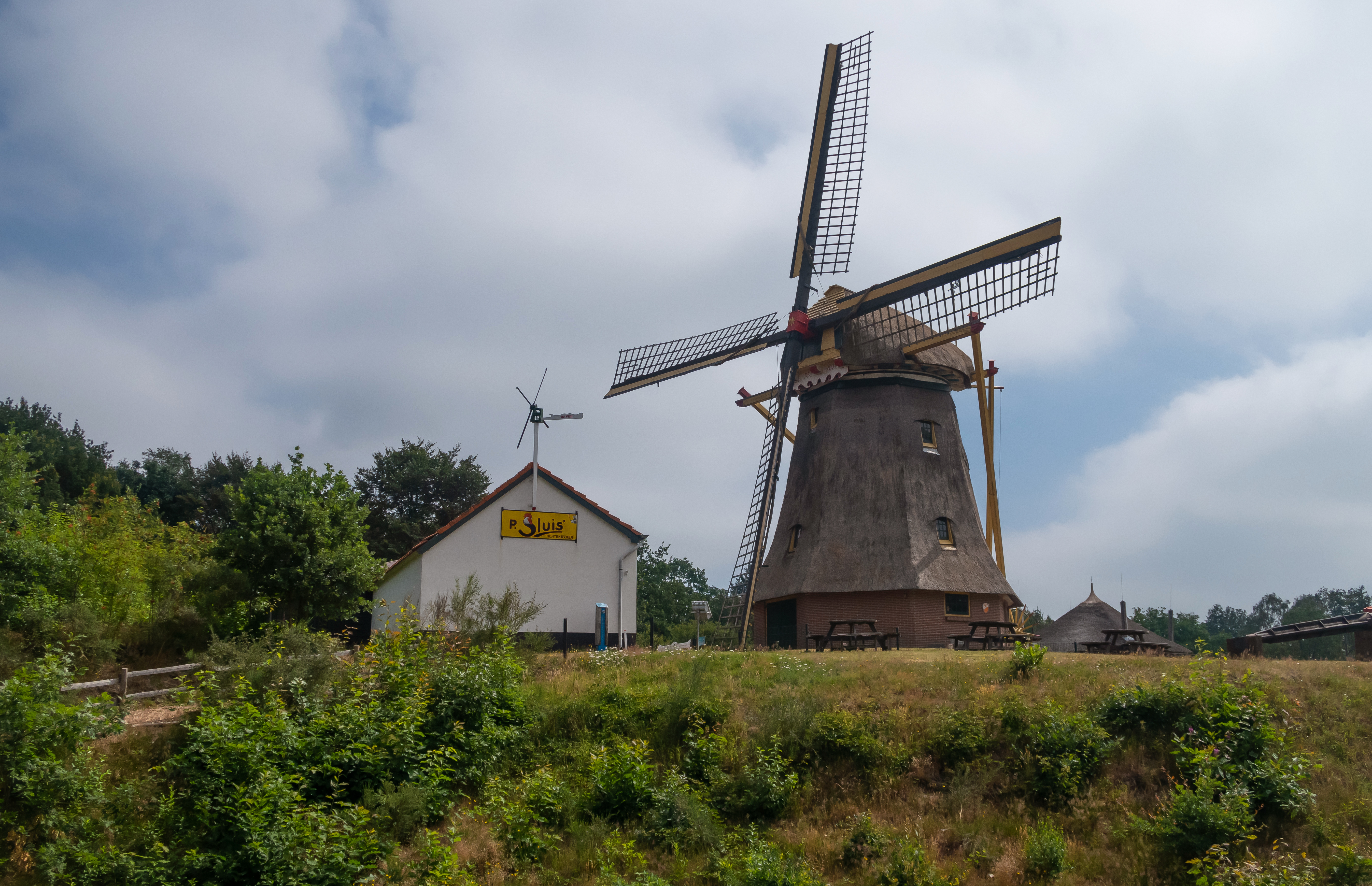
Wapenveld, Mühle: korenmolen de Vlijt
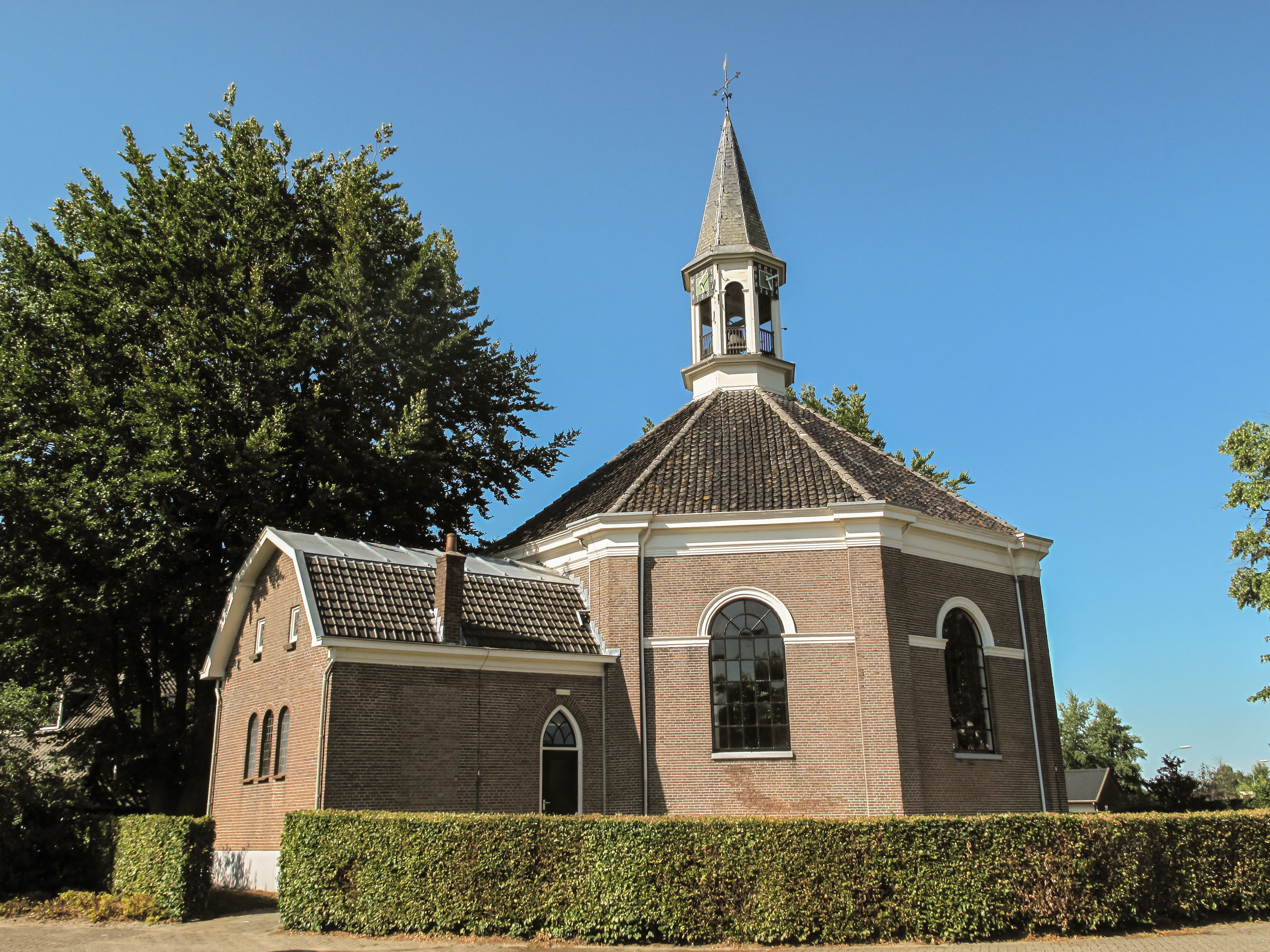
Veessen, die reformierte Kirche
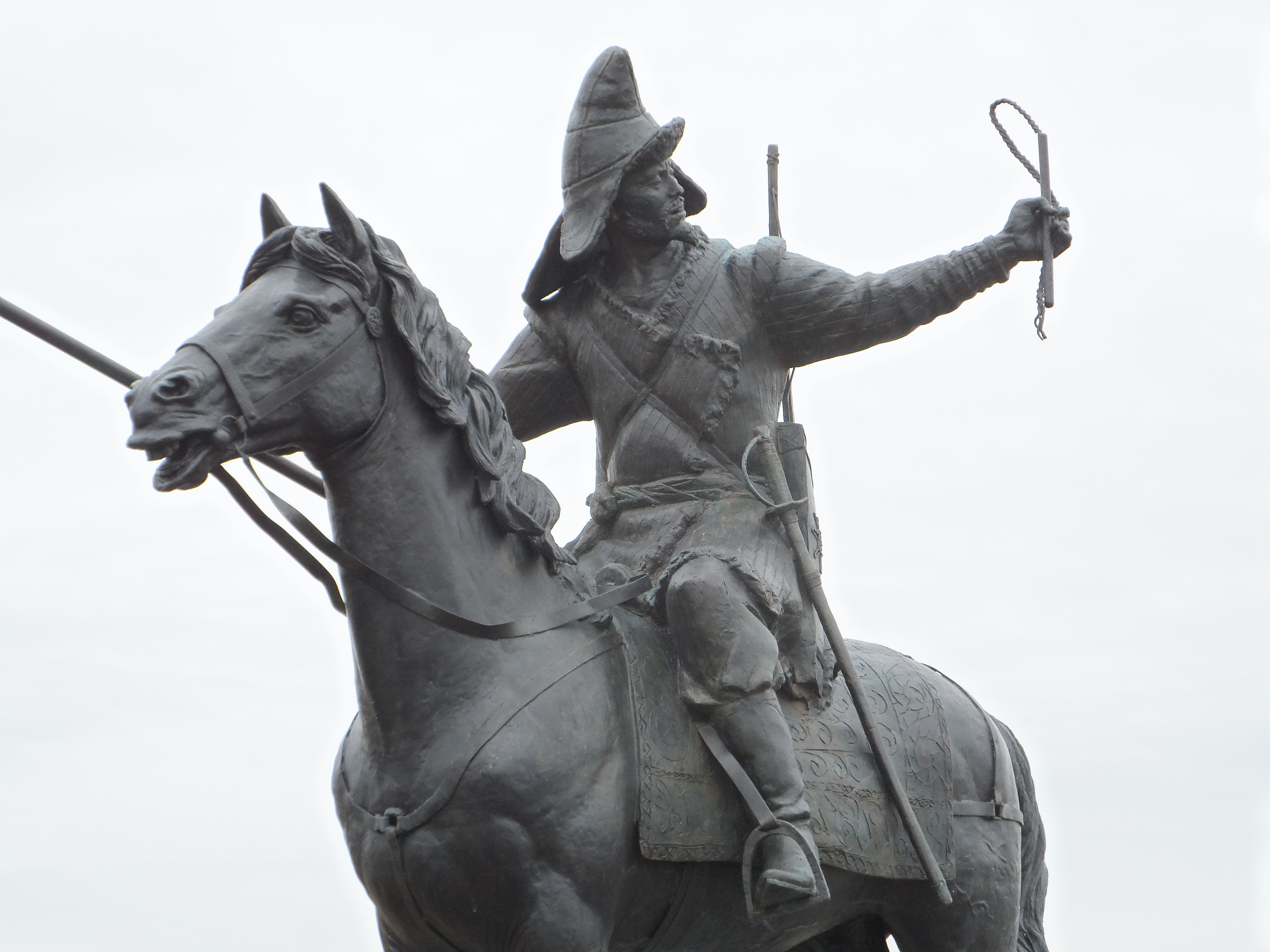
Denkmal eines Baschkirischen Kämpfers bei der Befreiung der Niederlande 1813 (A. M. Taratynow), Veessen
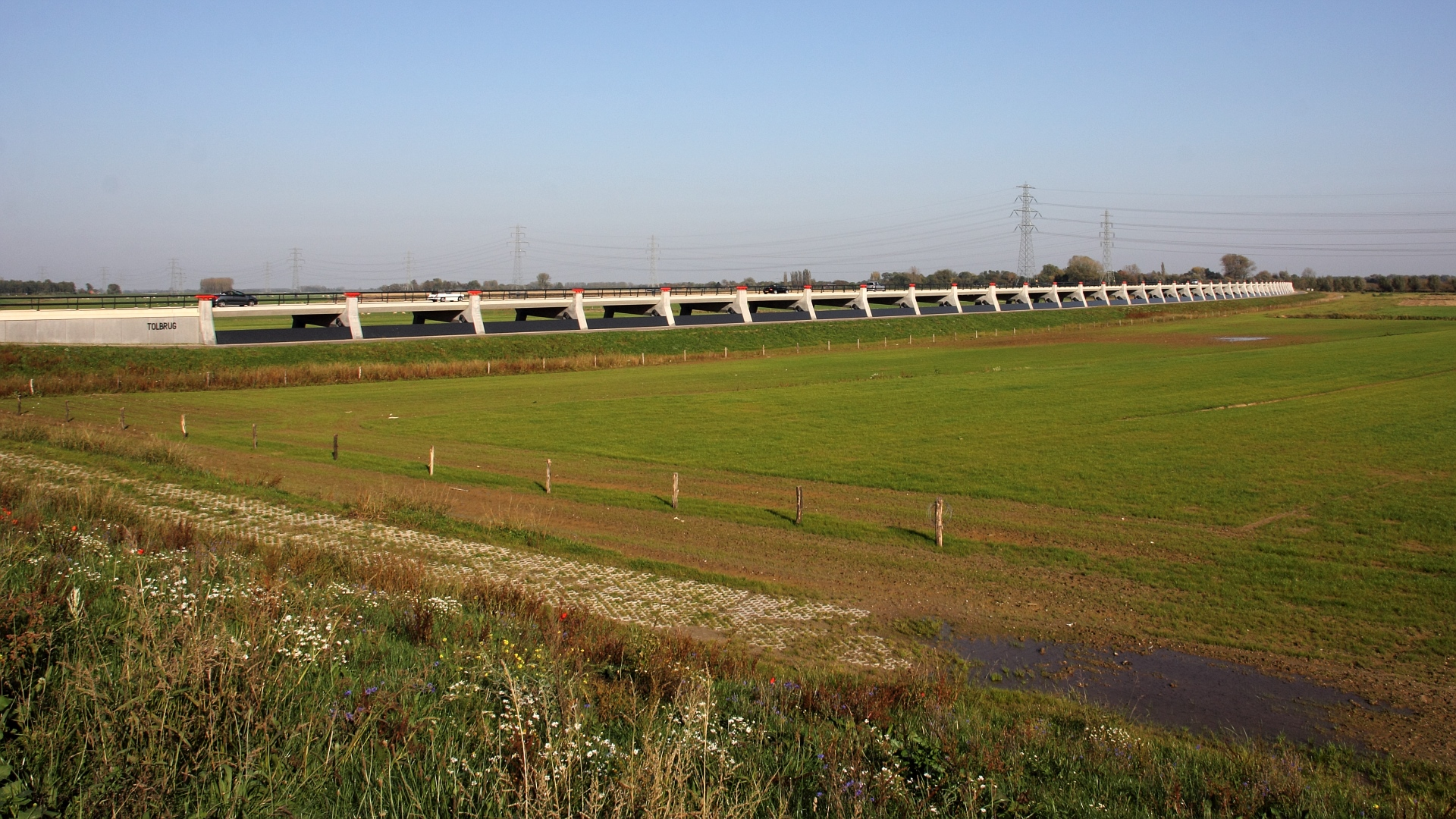
Kerkdijk mit der Tolbrug nach Veessen

## Politik

### Sitzverteilung im Gemeinderat
Der Gemeinderat wird seit 1982 folgendermaßen gebildet:
| Partei                               | Sitze | Sitze | Sitze | Sitze | Sitze | Sitze | Sitze | Sitze | Sitze | Sitze | Sitze |
| Partei                               | 1982  | 1986  | 1990  | 1994  | 1998  | 2002  | 2006  | 2010  | 2014  | 2018  | 2022  |
| ------------------------------------ | ----- | ----- | ----- | ----- | ----- | ----- | ----- | ----- | ----- | ----- | ----- |
| Gemeentebelang Boerenpartij Heerde a | 1     | 1     | 2     | 3     | 2     | 4     | 2     | 3     | 3     | 3     | 4     |
| CDA                                  | 6     | 5     | 6     | 4     | 5     | 4     | 5     | 4     | 4     | 4     | 4     |
| ChristenUnie                         | –     | –     | –     | –     | –     | 3     | 3     | 3     | 4     | 4     | 3     |
| SGP                                  | 3     | 3     | 2     | 3     | 3     | 3     | 3     | 3     | 4     | 4     | 3     |
| RPF                                  | 3     | 3     | 2     | 3     | 3     | –     | –     | –     | –     | –     | –     |
| GPV                                  | 3     | 3     | 2     | 3     | 3     | –     | –     | –     | –     | –     | –     |
| D66                                  | –     | –     | –     | 2     | 1     | 0     | –     | 1     | 2     | 2     | 2     |
| GroenLinks                           | –     | –     | –     | –     | –     | –     | –     | 1     | 2     | 2     | 2     |
| PvdA                                 | 5     | 6     | 5     | 3     | 4     | 3     | 5     | 3     | 2     | 2     | 2     |
| VVD                                  | 2     | 2     | 2     | 2     | 2     | 3     | 2     | 2     | 2     | 2     | 2     |
| Fractie Okkerse                      | –     | –     | –     | –     | –     | –     | 0     | –     | –     | –     | –     |
| Gesamt                               | 17    | 17    | 17    | 17    | 17    | 17    | 17    | 17    | 17    | 17    | 17    |

Anmerkungen

### Bürgermeister
Seit dem 5. Oktober 2023 ist Olaf Prinsen (D66) amtierender Bürgermeister der Gemeinde. Zu seinem Kollegium zählen die Beigeordneten Wolbert Meijer (ChristenUnie/SGP), Jan Berkhoff (CDA), Yasemin Cegerek (PvdA) sowie der Gemeindesekretär Ben van Zuthem.

## Sport
2004, 2011 und 2016 war Heerde Austragungsort der Europameisterschaft im Inline-Speedskating. Seit 2023 ist der westlich des Orts gelegene Baggersee jährlicher Schauplatz des Internationale Cyclocross Heerderstrand.

## Städtepartnerschaften
- Balve, Deutschland, seit 1978
- Bolków, Polen

## Persönlichkeiten
- Thijs van Leeuwen (* 2001), Fußballspieler